# 高松琴平電気鉄道850形電車

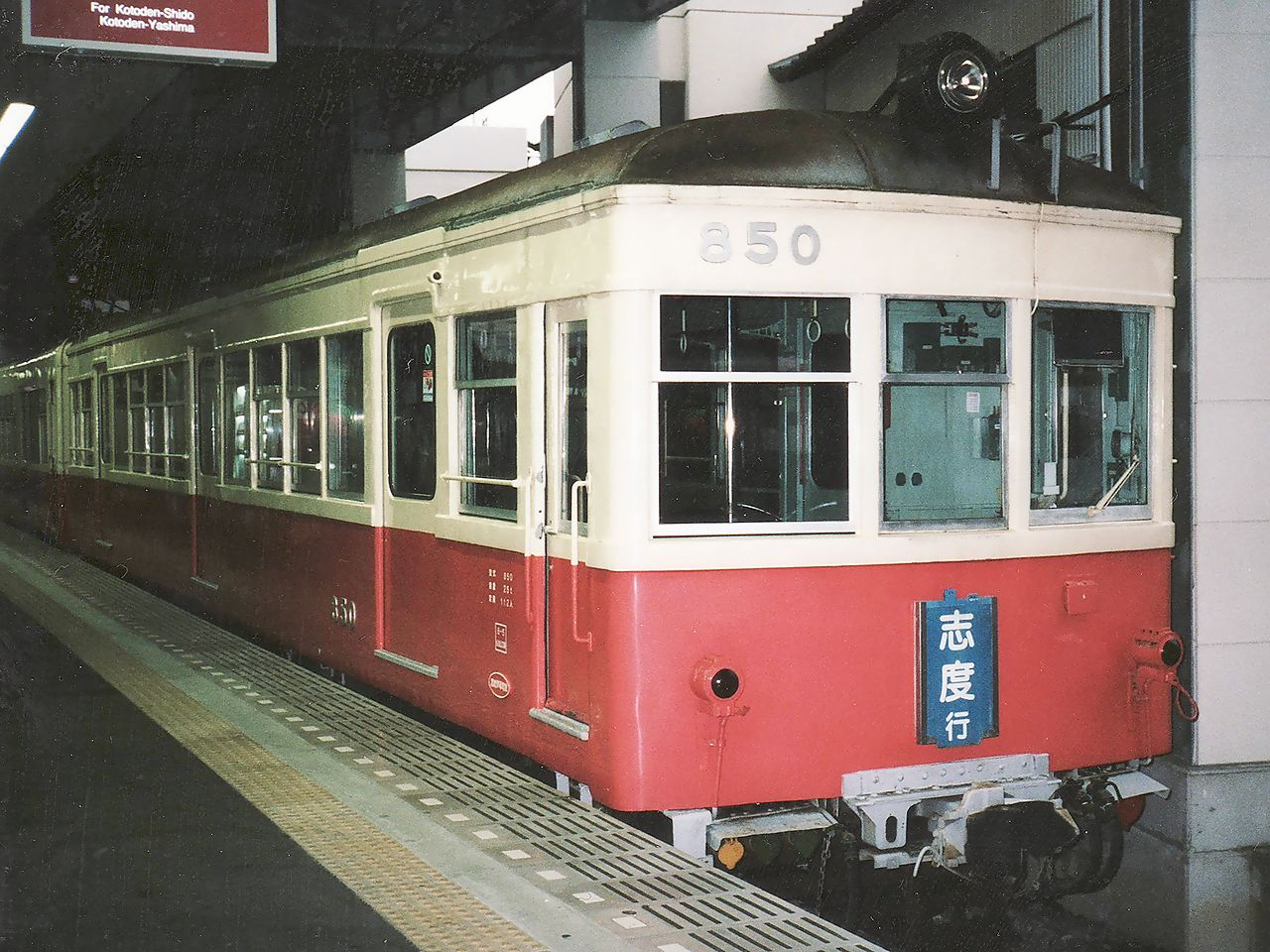
850

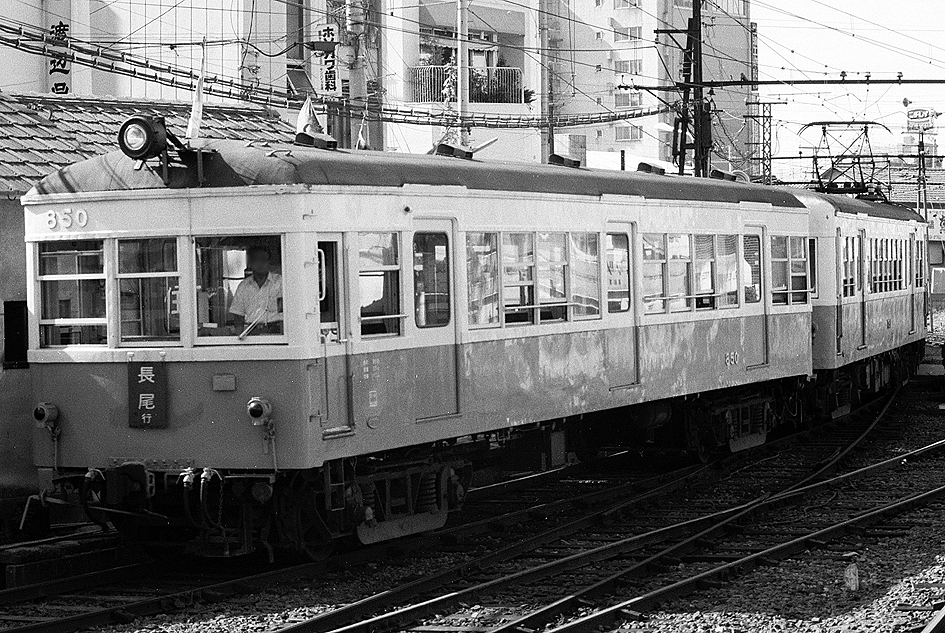
850+760 瓦町

高松琴平電気鉄道850形電車（たかまつことひらでんきてつどう850けいでんしゃ）は、高松琴平電気鉄道に在籍した通勤形電車。1両（850）のみ存在した。

## 概要
- もと南武鉄道のクハ250形（253）である。1942年（昭和17年）に汽車会社で製造された17m級の半鋼製車の制御車である。国鉄時代の1953年の称号改正でクハ6010（6012）となる。1963年（昭和38年）に廃車となり、高松琴平電気鉄道に譲渡された。
- 高松琴平電気鉄道では、制御車850形（850）として琴平線に入線。琴平線の大型化により1981年（昭和56年）に長尾線に転属。1994年（平成6年）、瓦町駅近代化に伴う志度線分断により、志度線に転属となる。
- 志度線では、主に65と固定編成で使用されていたが、600形・700形の増備に伴い、1998年（平成10年）に廃車となった。

## 車両諸元
- 全長：17,000mm
- 全幅：2,840mm
- 全高：3,880mm
- 重量：25.0t
- 定員：112名（座席44名）
- 台車：KBD-104